# Église Saint-Barthélemy de Grézieu-le-Marché
L'église Saint-Barthélemy  est un édifice religieux romano-byzantin situé dans la commune de Grézieu-le-Marché dans le département du Rhône, en région Auvergne-Rhône-Alpes.

## Historique

### L'ancienne église
Construite en 1824 et 1825, tout près de l'emplacement de l'ancienne chapelle ogivale du château, c'est-à-dire perpendiculairement à l'église actuelle, cette église a eu une existence très brève.
Faisant l'objet de nombreuses critiques, elle a été démolie dès 1886 pour permettre l'achèvement de la nouvelle construction.
On lui reprochait son orientation nord-sud, mais aussi sa façade établie sur un passage et non pas sur la place, erreur d'esthétique et manque de commodité.
On trouvait également que le chœur n'était ni élégant, ni gracieux : on l'aurait préféré en rond-point.
Enfin, le clocher conservé de l'ancienne chapelle, isolé de l'église, ôtait au monument tout son caractère.
Bref, les Grézollaires ne trouvaient, semble-t-il, qu'un seul avantage à leur église : ses trois nefs étaient de dimensions suffisamment importantes pour contenir tous les paroissiens.
En revanche, en 1880, l'église devint trop petite pour accueillir la population croissante.
Cette église est donc démolie en 1886. Le clocher, quant à lui, demeura jusqu'en 1913, date à laquelle il fut détruit, ainsi que les murs du cimetière.

### L'église actuelle
C'est à monsieur l'abbé Séon, curé de la paroisse à l'époque, que revient l'idée de la construction d'une nouvelle église. Venant de la paroisse Saint-François, à Lyon, monsieur le curé Séon constate, dès son arrivée, en avril 1880, que l'église aurait besoin de réparations fort coûteuses et que ses 290 m2 de surface ne permettent plus d'accueillir toute la population de la paroisse.
Ayant suscité dès son arrivée, la sympathie confiante et totale de ses paroissiens, Monsieur le curé Séon n'a aucun mal à les convaincre de l'urgente nécessité de construire un édifice plus vaste et plus beau, plus digne de la paroisse.
Très vite, monsieur le curé expose son projet à un architecte lyonnais, monsieur Sainte Marie Perrin, ancien élève de l'illustre Bossan (basilique de Fourvière). À l'issue de ce premier entretien, l'architecte prépare un plan, tandis que monsieur le curé demande à ses paroissiens de souscrire généreusement pour la construction de leur nouvelle église.
En effet, il n'est pas question de demander des subventions quelconques, l'église ne pourra être construite que si elle est financée par les habitants de la paroisse. L'œuvre de souscription commence donc dès l'automne 1880.
Au mois de juillet 1881, le préfet autorise la construction de la nouvelle église mais elle ne peut se faire qu'en deux temps car la nouvelle église empiète sur l'ancienne de plusieurs mètres : les offices religieux devant se dérouler même pendant les travaux, il n'est donc pas question de démolir l'ancienne église avant que la nouvelle ne soit ouverte au culte.
Avant d'engager les travaux, monsieur le curé organise une procession au cours de laquelle il bénit l'emplacement de la future église.
En fait, les travaux tardent à commencer car l'entrepreneur doit étudier avec plus de soin les problèmes de nivellement : le jardin de la cure, où doit se construire le chevet, étant un peu en contrebas, il faut faire, à cet endroit, une crypte, une cave voûtée qui ramènera le chœur de l'église à son niveau.
C'est seulement à l'automne 1881 que les premiers coups de pioche sont donnés et que la première pierre est officieusement bénie par monsieur le curé Chataigner. La bénédiction officielle eut lieu le 11 avril 1882. À ce moment-là, les fondations et la crypte sont terminées, tous les murs sortent de terre et les bases des colonnes et des piliers commencent à être posées.
La pierre qui a l'honneur d'être bénie ce jour-là est celle qui sert de base au premier pilier du chœur, le plus près de la chaire. Dans un creux pratiqué dans le milieu de la pierre, on a placé le procès-verbal de la cérémonie. Les travaux se poursuivent malgré diverses interruptions et l'arrivée d'un nouvel entrepreneur.
Le 27 avril 1886, la première tranche des travaux est achevée. Un galandage provisoire, en briques, est construit au niveau des premiers piliers intérieurs et l'église est ouverte au culte. L'ancienne église est alors démolie, à l'exception du clocher, et le porche vient compléter la nouvelle église. L'église est complètement terminée le 27 août 1887 et est consacrée le 18 mai 1889 par le cardinal Foulon, archevêque de Lyon. Depuis cette date, on a installé l'électricité, puis des grillages de protection aux fenêtres, un autel et on a ôté la table de communion. En 1999, l'intérieur de l'église est entièrement rénové.

## Description
L'église est construite en granit rouge provenant de carrières locales et en pierre de Volvic. 
Elle est de style romano-byzantin, très en vogue à l'époque, avec des réminiscences d'art arabe et assyrien, sans que l'ensemble ne cesse de donner une impression de puissante unité.
Le porche monumental qui précède l'édifice est d'un effet saisissant, avec ses deux grandes colonnes et ses taureaux ailés assyriens.  
Sous le porche, au-dessus de la grande porte d'entrée, une peinture représente le bon Pasteur au milieu de ses douze apôtres figurés par douze brebis, avec l'inscription « Je vous envoie comme des brebis au milieu des loups ».
À l'intérieur, les autels, les sculptures et les motifs d'ornement débordent de ce symbolisme un peu touffu qui resplendit dans la Basilique de Fourvière et forme la caractéristique du style de Bossan et de ses disciples.
La nef principal repose sur douze colonnes qui rappellent symboliquement les douze apôtres du Christ. Chacune de ses colonnes monolithes porte une croix de consécration et est surmontée d'un chapiteau au décor végétal qui s'allie harmonieusement aux fleurs des voûtes.
Située sur le côté droit de la nef, ce qui est inhabituel, la chaire est surmontée d'une colombe rappelant la présence de l'Esprit Saint. L'absence de crucifix face à cette chaire est également inhabituel.
Dans les basses nefs, les quatorze stations du chemin de croix, en tableaux moulurés, sont inscrites dans un listel qui donne aux fidèles l'impression d'accompagner la marche du Christ.
Dans l'élévation du mur, les vitraux, exécutés et mis en place par les ateliers Lucien Bégule de Lyon, représentent seize saints classés par ordre chronologique : à gauche se trouvent les hommes, à droite, les femmes.
En se rendant au sanctuaire par les basses nefs, on passe devant les confessionnaux en bois sculpté pour arriver jusqu'aux tables de communions. En fer forgé, elles datent du XVIIe siècle et proviennent sans doute de l'ancienne chapelle du château. Elles sont classées monument historique. 
L'autel latéral de gauche, dédié au Sacré-Cœur de Jésus, montre, outre le Christ, sainte Marguerite-Marie Alacoque et le père Séon, curé de la paroisse qui présente l'église de Grézieu-le-Marché.
L'autel latéral de droite est dédié à la Vierge Marie représentée en train de porter l'Enfant Jésus. Marie est entourée de saint Dominique avec son chapelet et de sainte Catherine de Sienne recevant l'anneau mystique.
Sous la coupole du chœur, les stalles provenant de l'église Saint-François de Lyon encadrent l'autel en bois crée à l'occasion de la restauration de 1999. D'un style épuré, cet autel est placé sur le chemin de la mosaïque conduisant au maître-autel.
Ce dernier, entouré de saint Barthélémy, patron de la paroisse et de saint Isidore, patron des agriculteurs, est en marbre blanc et richement orné. Il porte une inscription en latin signifiant « Tu as été occis, tu nous a rachetés pour Dieu par ton sang ».
Au-dessus du maître-autel, se trouve un vitrail représentant la crucifixion alors que dans la plupart des églises c'est l'ascension du Christ que l'on peut voir à cet endroit.
Cette église est un des plus beaux spécimens de l'architecture religieuse de la région.
- Les cloches

L'église possède un carillon complet de huit cloches depuis 1887, alors que l'ancienne église n'en possédait que trois. À l'époque, les cinq cloches nouvelles ont coûté 4 000 francs. Le système de sonnerie a été électrifié dans les années 1950.
- Les vitraux

Exécutés et mis en place par les ateliers de Lucien Bégule de Lyon, les 16 vitraux des nefs et tous les autres ont coûté 6 600 francs. Une protection grillagée a dû être ajoutée dans les années 1930.
- Les portes latérales et le portail d'entrée

Le portail en chêne a été exécuté par M. Venet, menuisier du village. On peut lire son initiale (V) sculptée en haut de chacun des deux vantaux. Le portail et les portes latérales ont été remis en état en 1986.
- Les fonts baptismaux

Provenant de l'ancienne église, les fonts baptismaux datent de 1845, sauf la porte en bois qui a été sculptée en 1890. En 1843, Claude Benoît Crozier lègue, par testament, la somme de 500 francs pour l'établissement de fonts baptismaux dans l'église. En janvier 1845, le conseil municipal complète le legs de Claude Benoît Crozier pour l'érection d'un font baptismal en marbre dont la porte en bois a été sculptée par M. Reynaud, paroissien, en 1890.
Une vitrine abrite une exposition d'anciens ornements et objets du culte. Au fond de l'église, on peut également admirer les anciennes tables de communion en marbre, un bénitier classé monument historique datant de 1663 et une plaque commémorant la mission de 1849.
- Les mosaïques du chœur

Ce travail a été effectué par la maison Mora de Lyon.